# 新庄市民球場
新庄市民球場（しんじょうしみんきゅうじょう）は、山形県新庄市金沢の東山運動公園内にある野球場。

## 概要
新庄市民球場は1953年(昭和28年)の竣工より同地に存在していたが、老朽化したため一時的に施設閉鎖の上立て替えられ、1993年に現在の新庄市民球場となった。(夜間照明は旧球場当時に追加設置されていた)

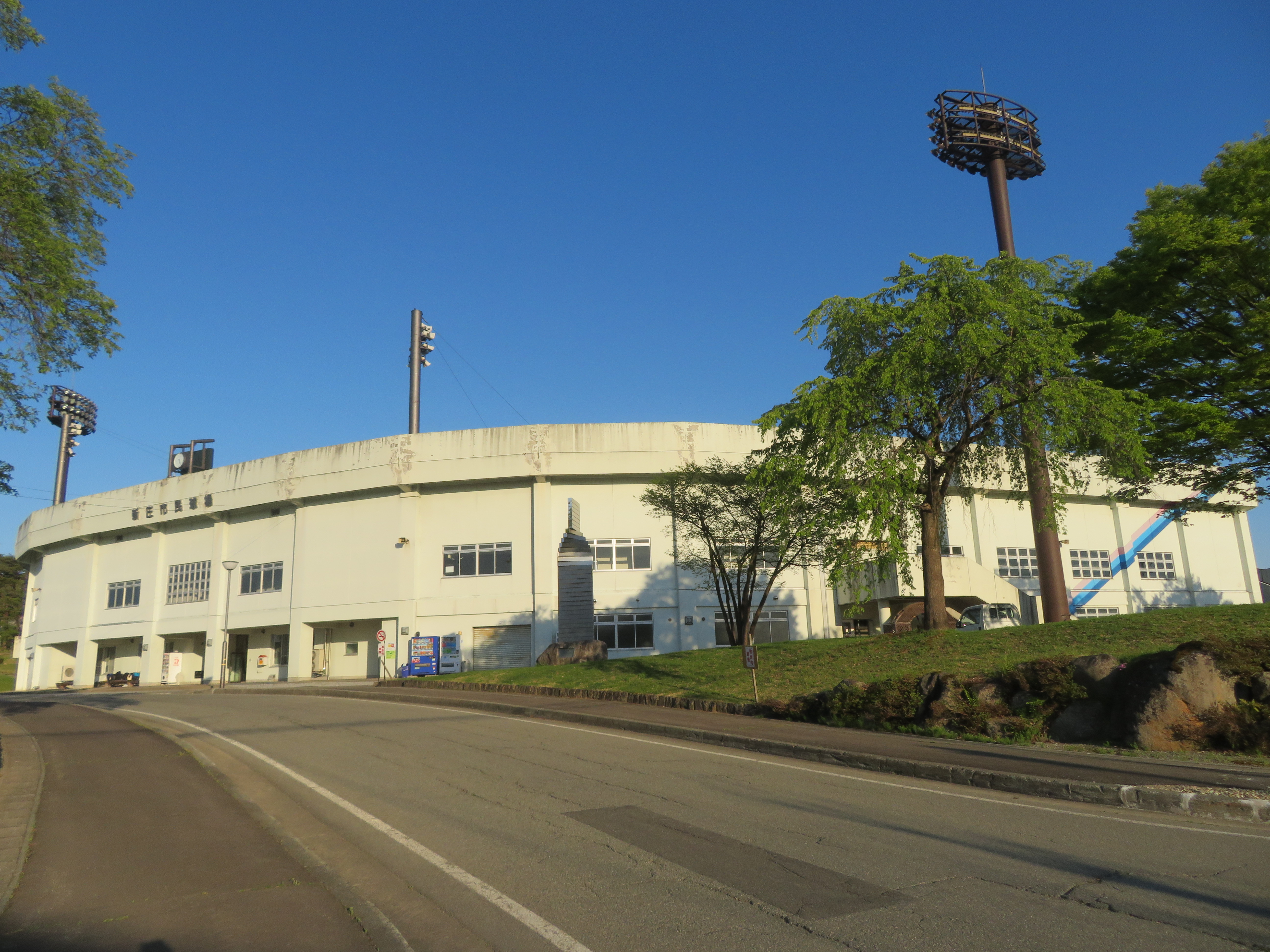
施設外観

電光掲示板・夜間照明が設置されている上、医務室・トレーニングルーム・ロッカールーム・記者室・カメラマン席があり、プロ野球イースタン・リーグ開催基準を満たしている。前新庄市長・高橋栄一郎が、読売ジャイアンツ・南海ホークスで投手をしていた縁で、こけら落としにはイースタン・リーグの巨人戦が開催された。
トレーニングルーム、屋内練習場、会議室は、グラウンドが使用不能になる冬期間も利用可能である。完成時には、市議会で使用目的を問われ、スタンドのスロープを利用し、子供用の簡易スキー場としても使用可能としていた（実際にスキー場としての使用実績はない）。
現在は、数年ごとにイースタン・リーグ公式戦が開催される他、全国高等学校野球選手権大会山形大会、山形県社会人野球リーグ、新庄最上地区社会人野球大会が開催されており、練習場としても地域の野球文化に貢献している。
2013年よりスコアボードの改修を行いLED式となっている。

## 施設概要
- グラウンド面積:13,700m2
- 両翼:98m、中堅:122m
- 内野:クレー、外野:高麗芝、バックネット前:人工芝
- 照明:6基、照度:最大1,000L×・2段切替
- スコアボード:フルカラーLED

室内練習場:ブルペン2面、トイレ、和室

## 主な利用実績
プロ野球イースタン・リーグ、
高校野球山形大会、
最上地区中学校総合体育大会、
最上地区中学校新人体育大会、個人使用、社会人野球etc...

## 交通
- JR新庄駅下車、徒歩15分。公共交通機関はなし。
- 東北中央自動車道:新庄インターチェンジより車で約10分。

## 東山運動公園内の他の施設
新庄市陸上競技場、
新庄市民プール、
新庄市民体育館、
テニスコート6面